# گمینا خلویسکا
گمینا خلویسکا (به لهستانی:  Gmina Chlewiska) یک گمینا در لهستان است که در شهرستان شدووویتس واقع شده‌است. گمینا خلویسکا ۱۲۴٫۲ کیلومتر مربع مساحت و ۶٬۱۹۶ نفر جمعیت دارد.